# Индийска тупая
Индийската тупая (Anathana ellioti) е вид бозайник от семейство Tupaiidae, единствен представител на род Anathana.

## Разпространение и местообитание
Разпространен е в Индия.